# Svatobor (Doupovské Hradiště)
Svatobor (německy Zwetbau) je téměř zaniklá vesnice, část obce Doupovské Hradiště v okrese Karlovy Vary v Karlovarském kraji. Leží asi deset kilometrů východně od Karlových Varů a asi 1,5 kilometru severovýchodně od Lučin. V roce 2011 zde trvale žilo dvacet obyvatel. Osada se nachází v katastrálním území Doupovské Hradiště.

## Název
Původem slovanský název vesnice odkazuje na borový les ve významu svatý les a v němčině byl značně zkomolen. V historických pramenech se objevuje ve tvarech: de Zwetibor (1264), Zwetivor (1272), Swetbor (1641), Czwetbor (1369), Qwetbor/Swatbor (1384), Swatwor (1399–1405), Swatbor/Cztwebor (1406), Czetwor (1465), Swertwa (1567), Czwetwa (1570) a Zwetbau (1785 a 1847).

## Historie

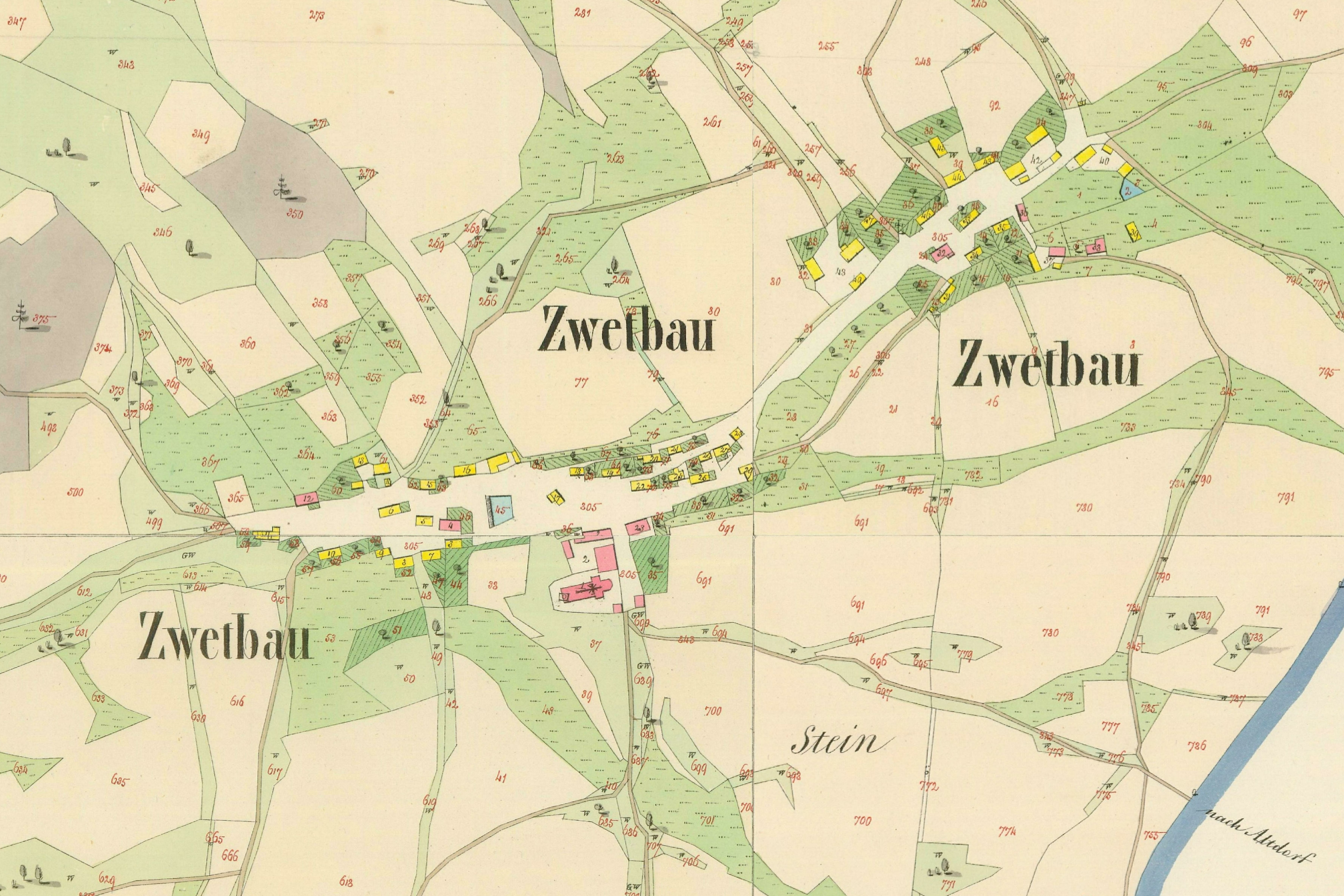
Svatobor na císařských otiscích mapy Stabilního katastru z roku 1842.

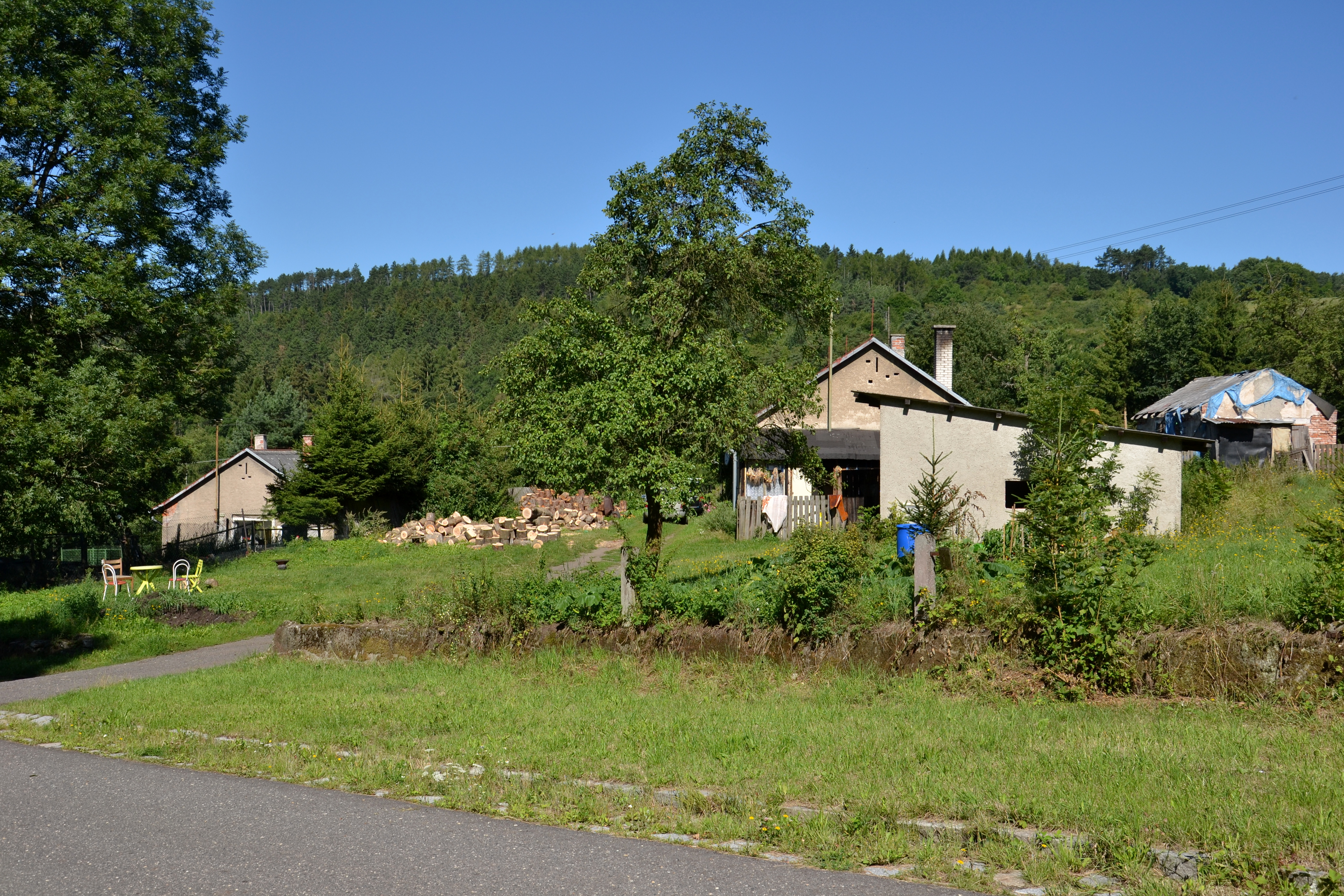
Domy čp. 4 a 6

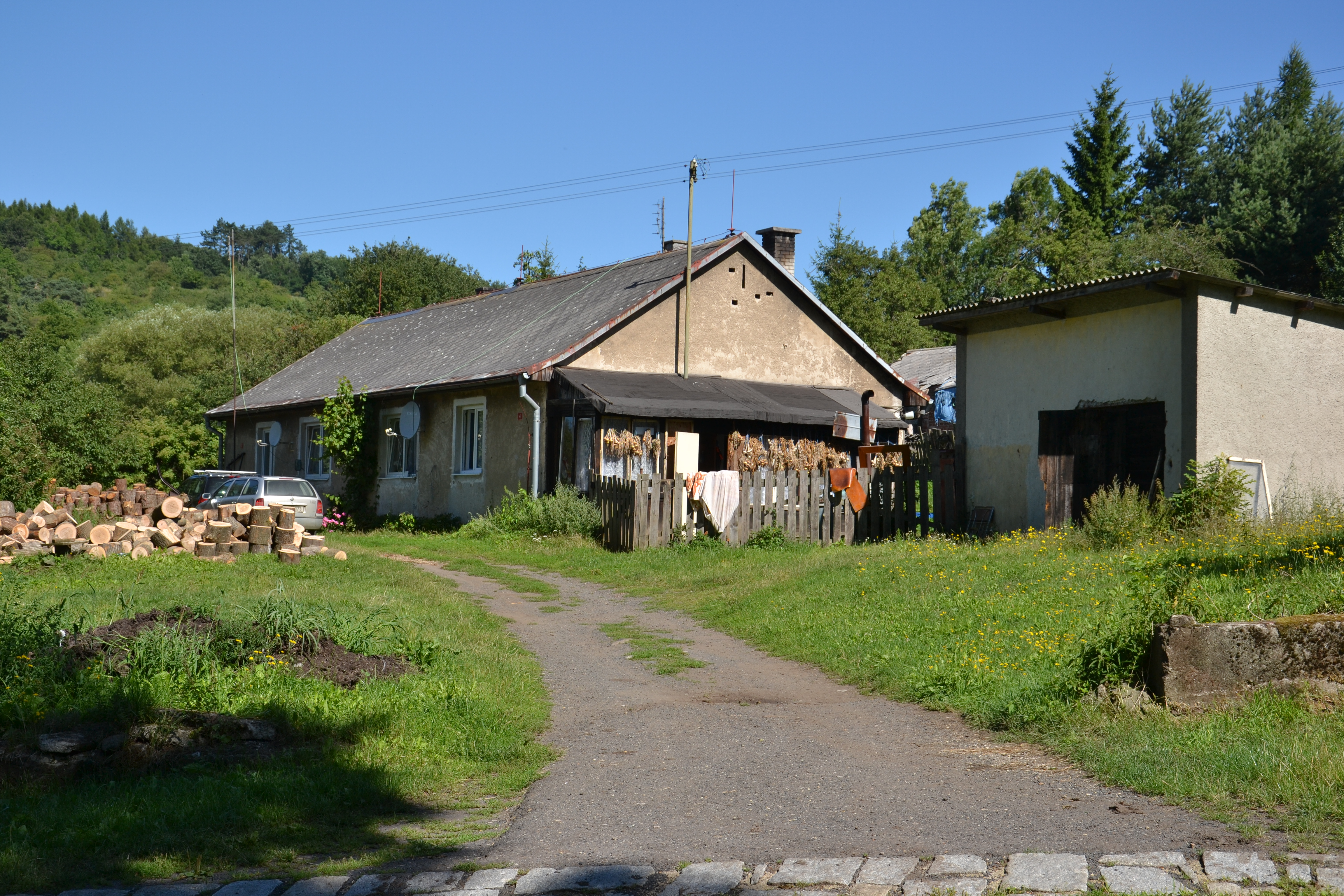
Dům čp. 4

Svatobor je stará osada, která původně patřila do správního obvodu sedleckého hradu a později k loketskému kraji. První písemná zmínka o vesnici pochází z roku 1239, kdy král Václav I. potvrdil listinu, kterou Bohuslav z Rýzmburka daroval tzv. šemnický újezd oseckému klášteru. Ze soudní pravomoci loketského hradu vesnici osvobodil král Přemysl Otakar II. v roce 1279. Klášter ze Svatoboru učinil správní centrum šemnického újezdu, kterého se během husitských válek zmocnil Jakoubek z Vřesovic. Klášter se svých práv k vesnicím formálně zřekl v roce 1465 a král Jiří z Poděbrad potom újezd připojil k hradu Andělská Hora.
Při pobělohorských konfiskacích Svatobor získal Heřman Černín z Chudenic a připojil jej k panství Stružná. Po třicetileté válce vesnice podle berní ruly z roku 1654 patřila ke Stružné a žilo v ní sedm sedláků, jeden chalupník, jeden zahradník a pět domkářů. Hospodáři celkem měli osmnáct potahů a chovali třináct krav, 32 jalovic, jedno prase a patnáct koz. Na polích se pěstovalo žito, ale hlavními zdroji obživy byly chov dobytka, prodej dřeva a obchod s přízí. Jeden ze sedláků provozoval hospodu.
V roce 1949 měla vesnice sbor dobrovolných hasičů společný s Horní Lomnicí, Lipoltovem, Mlýnskou, Pastvinami a Starou Vsí.

## Přírodní poměry

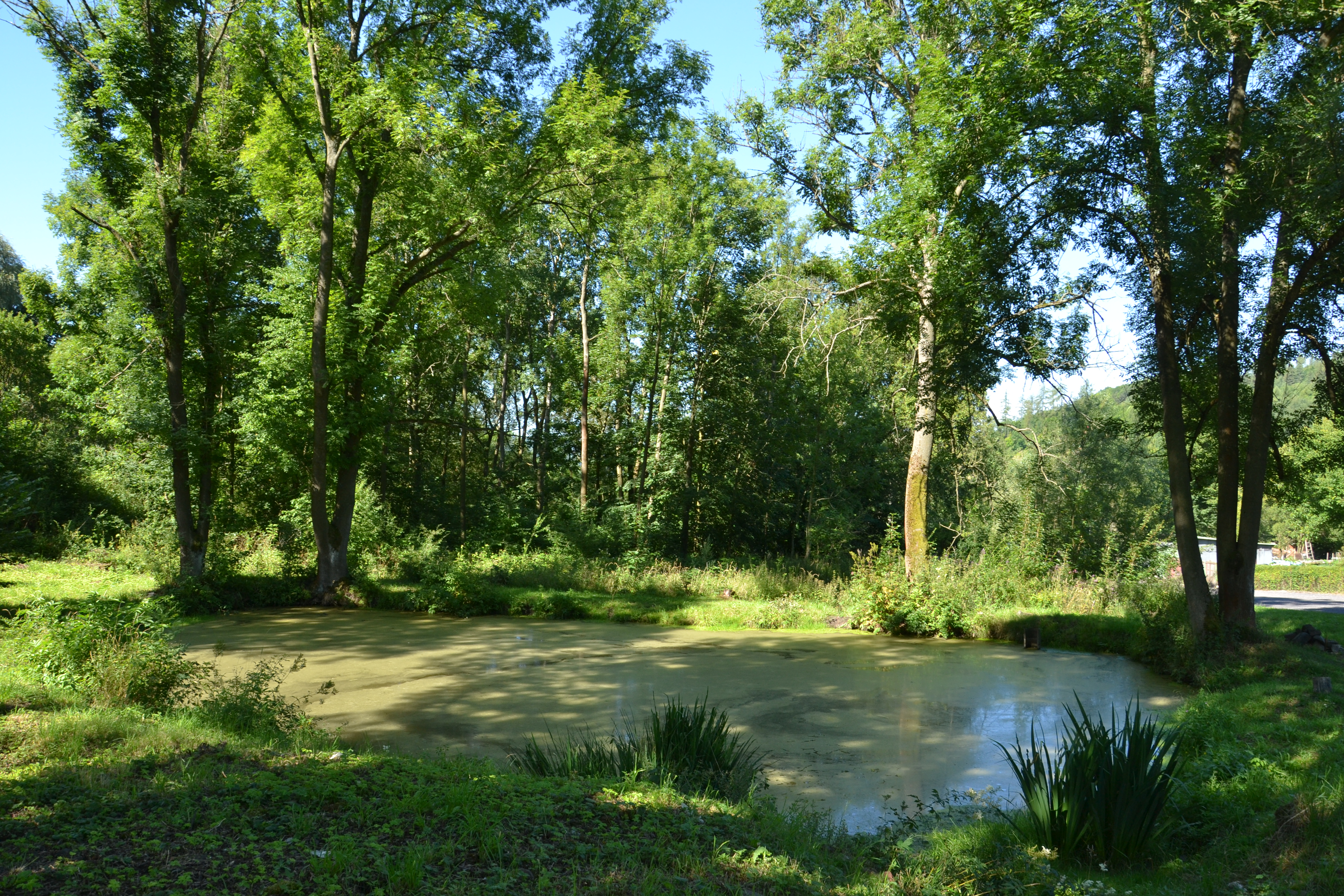
Rybník pod kostelem

Svatobor stojí v katastrálním území Doupovské Hradiště v okrese Karlovy Vary, asi dva kilometry jihozápadně od Kyselky. Nachází se v nadmořské výšce okolo 520 metrů v jihozápadní části Doupovských hor, konkrétně v jejich okrsku Hradišťská hornatina. Půdní pokryv v okolí tvoří kambizem eutrofní.
V rámci Quittovy klasifikace podnebí se Svatobor nachází v mírně teplé oblasti MT7, pro kterou jsou typické průměrné teploty −2 až −3 °C v lednu a 16–17 °C v červenci. Roční úhrn srážek dosahuje 650–750 milimetrů, počet letních dnů je 30–40, mrazových dnů 110–130 a sníh v ní leží 60–80 dnů v roce.

## Obyvatelstvo
Při sčítání lidu v roce 1921 ve vsi žilo 338 obyvatel (z toho 165 mužů), z nichž byl jeden Čechoslovák, 336 Němců a jeden cizinec. Všichni se hlásili k římskokatolické církvi. Podle sčítání lidu z roku 1930 měla vesnice 346 obyvatel německé národnosti a římskokatolického vyznání.
| Rok            | 1869 | 1880 | 1890 | 1900 | 1910 | 1921 | 1930 | 1950 | 1961 | 1970 | 1980 | 1991 | 2001 | 2011 | 2021 |
| -------------- | ---- | ---- | ---- | ---- | ---- | ---- | ---- | ---- | ---- | ---- | ---- | ---- | ---- | ---- | ---- |
| Počet obyvatel | 281  | 409  | 431  | 449  | 423  | 338  | 346  | 28   | 0    | 0    | 0    | 0    | 17   | 20   | 20   |
| Počet domů     | 44   | 58   | 62   | 66   | 69   | 69   | 69   | 51   | 0    | 0    | 0    | 0    | 4    | 5    | 6    |

Ke svatoborské farnosti v devatenáctém století patřilo osm vesnic, mimo jiné Lučiny, Mlýnská, Dolní Lomnice a Stará Ves.

## Obecní správa
Po zrušení patrimoniální správy se Svatobor v roce 1850 stal obcí v okrese Karlovy Vary. Při sčítání lidu v letech 1869–1880 k obci patřila osada Dolní Lomnice. V letech 1946–1947 vesnici spravovala hornolomnická místní správní komise. V letech 1953–2015 byl Svatobor součástí vojenského újezdu Hradiště a od 1. ledna 2016 je částí obce Doupovské Hradiště.

## Pamětihodnosti

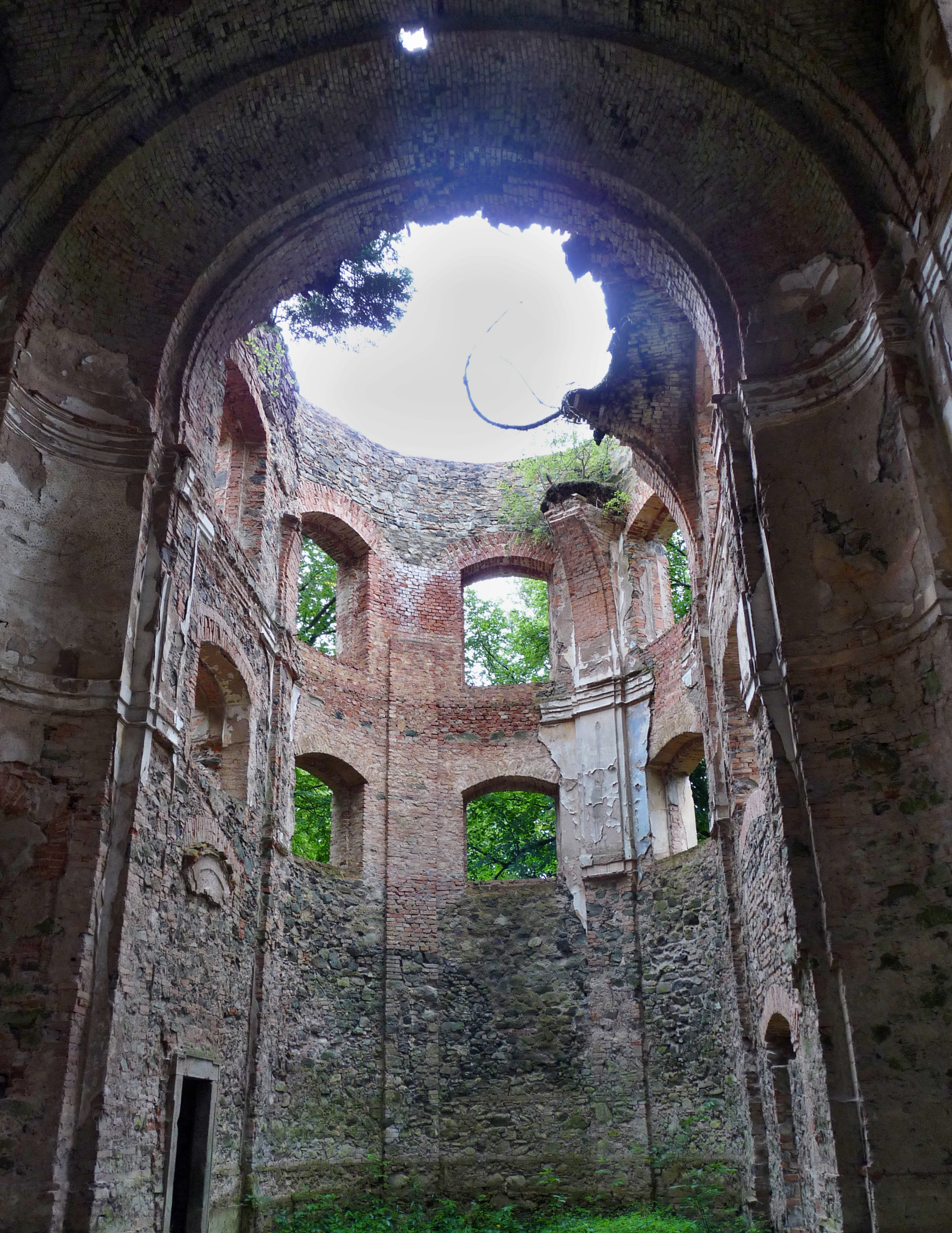
Kostel Nanebevzetí Panny Marie v roce 2011

Kostel Nanebevzetí Panny Marie byl založen před rokem 1358 oseckým klášterem. V roce 1384 byl filiálním kostelem loketské farnosti. V letech 1729–1732 byl kostel Nanebevzetí Panny Marie nákladem Černínů barokně přestavěn podle projektu Františka Maxmiliána Kaňky a roku 1733 byla zahájena stavba fary. Přízemní místnosti fary byly klenuté a v patře se nacházel velký sál s plochým stropem. U budovy stávala socha svatého Jana Nepomuckého z roku 1767, přestěhovaná do Andělské Hory.